# 천문방

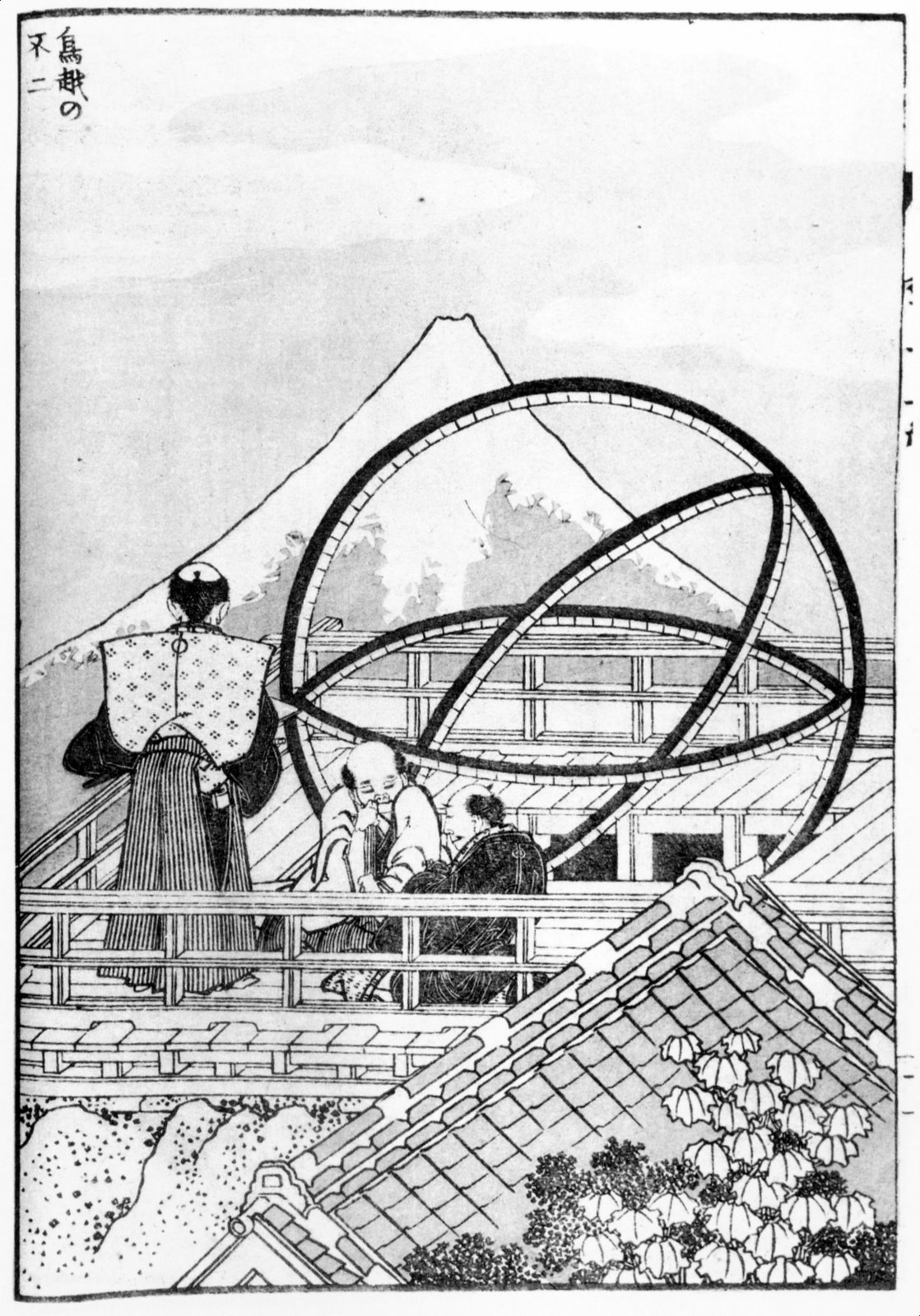
카츠시카 호쿠사이가 그린 아사쿠사 천문대.

천문방(일본어: 天文方 텐몬카타[*])은 에도 막부에서 설치한 천체운행 및 역법 연구기관이다.
본래 달력을 고치는 편력(編暦) 작업은 조정의 음양료가 할 일로서, 아베노 아리요(아베노 세이메이의 14대손)를 중시조로 하는 쓰치미카도가가 맡아오고 있었다. 하지만 1684년(조쿄 원년) 시부카와 하루미가 조쿄력을 작성하여 기존의 선명력(9세기 중국에서 수입됨)을 대체했다. 이를 계기로 막부는 사사봉행 밑에 천문방을 설치하고 같은 해 음력 12월 1일(서력 1685년 1월 5일) 시부카와가 천문직(天文職)으로 취임했다. 이후 편력 작업의 실무는 모두 막부로 이동되어 천문방에 의해 이루어졌다. 처음에는 상술했듯 사사봉행 밑에 딸려 있었지만 1747년 3월 4일(엔쿄 4년 음력 1월 23일)부터는 와카도시요리의 관할에 들어갔다. 녹봉은 100석.
천문방은 세습제였고, 때로는 천문학에 능통한 인물을 영입하여 양자로 삼는 식으로 형식적 세속을 막말까지 지속했다. 총 8개 가문이 천문방에서 천문직을 지냈는데, 이 중 가계가 단절된 가문도 있어서 시부카와가, 야마지가, 아다치가 이상 3개 가문만이 막말까지 존속했다.
1811년, 다카하시 가게야스의 제안으로 천문방의 하위 외국으로 만서화해어용이 설치되었고, 1858년 반쇼시라베쇼가 설치될 때까지 여기서 서양 학문(난학)에 대한 연구가 이루어졌다. 막말 이후에는 편력 이외에도 측량, 지지, 양서 번역 등을 총괄했다. 오늘날의 도쿄 대학의 기원 중 하나다.

## 천문방의 각 가문
시부카와가(渋川家)
시부카와 하루미의 역법 개혁의 공적으로 1684년 천문직에 임명. 입양을 반복하면서도 막말까지 계승되었다.
시부카와 하루미－히사타다－히로타다－히로나리－노리요시－미쓰히로－마사키요－마사테루－가게스케－히로나오－(스케카타)－요시노리
이카이가(猪飼家)
이카이 마사이치가 1716년 시부카와 히로타다의 편력작업에 참여하고 1736년 천문직에 임명되었다. 1741년 마사이치가 몰하면서 후계 없이 단절되었다.
니시카와가(西川家)
나가사키의 천문가인 니시카와 조켄의 아들 마사요시가 1724년 천문직에 임명. 이후 2대 지속.
니시카와 마사요시－주쿄
야마지가(山路家)
야마지 누시즈미가 호랴쿠력 역법개혁 때 시부카와 노리요시, 니시카와 마사요시를 도와 참여하고 1764년 천문직에 임명. 2대인 유키요시는 천문직을 세습하지 않았지만 3대 요시쓰구 이후 막말까지 천문직을 세습했다. 요시쓰구의 현손이 역사학자 야마지 아이잔이다.
야마지 누시즈미－(유키요시)－요시쓰구－유키타카－아키쓰네－(아키요시)－(아이잔)
요시다가(吉田家)
사사키 나가히데(후에 요시다 히데나가로 개명)가 호랴쿠력 개혁 때 니시카와 마사요시의 아들 주쿄의 작업에 참여하고, 1764년 천문직으로 임명되어 달력 수정사업을 마았다. 이후 막말까지 천문직을 세습했다.
요시다 히데나가－히데마스－히데카타－슈모
오쿠무라가(奥村家)
오쿠무라 구니토시가 1765년 역법 개정에 참여하고 1787년 천문직에 임명되었다. 1대로 단절.
다카하시가(高橋家)
다카하시 요시토키가 1795년 천문직에 임명된 것으로 시작. 요시토키의 장남 가게야스가 지볼트 사건에 연루되어 옥사했기 때문에 다카하시가는 2대로 단절. 차남 가게스케는 시부카와가에 입양되었다.
아다치가(足立家)
아다치 노부아키라가 간세이력 편찬 당시 다카하시 요시토키의 조수로 참여하고 1835년 천문직으로 임명. 막말까지 2대에 걸쳐 천문직을 맡았다.
아다치 노부아키라－(노부유키)－노부유키

## 천문관측 시설
1685년 시부카와 하루미가 천문직으로 임명된 다음날, 우시고메(오늘날의 도쿄도 신주쿠구)에 사천대(司天台)를 설치했다. 사천대는 1689년(겐로쿠 2년) 혼쇼(오늘날의 도쿄 도 스미다구)로, 1701년(겐로쿠 14년) 간다스루가다이(오늘날의 도쿄 도 지요다구)로 이전했다. 하루미의 사후인 1746년(엔쿄 3년) 간다사쿠마 정(오늘날의 도쿄 도 치요다 구), 1765년(메이와 2년) 우시고메후쿠로 정으로 옮기고 1782년(덴메이 2년) 아사쿠사(오늘날의 도쿄 도 다이토구)로 옮기면서 아사쿠사 천문대(浅草天文台)라고 부르게 되었다. "천문대"라는 호칭이 이 때 처음 사용되었다. 1842년(덴포 13년) 시부카와 히로나오의 노력으로 구단(오늘날의 도쿄 도 치요다 구)에 천문대를 하나 더 세워서 천체관측에 종사했다. 1869년(메이지 2년) 천문방, 아사쿠사 천문대, 구단 천문대가 모두 폐지되었다.

## 폐지
대정봉환, 도바·후시미 전투 이후 음양사 공경의 당주 츠치미카도 하루오가 조정에 탄원하여 역법에 관한 권한을 츠치미카도가로 되돌리고 천문방은 폐지되었다. 음양료의 책임자에는 천문방 관련자인 시부카와 요시노리나 야마지 아키쓰네가 아닌 츠치미카도 하루오가 임명되었다. 이후 츠치미카도가의 지휘하에 1869년(메이지 2년) 달력 제작을 진행했으나 같은 해 하루오가 사망, 츠치미카도가의 가독은 당시 11세에 불과한 하레나가가 잇게 되었다. 1870년(메이지 3년), 천문 및 역도에 관한 권한은 문부성 천문역도국(天文暦道局)으로 이관되었고 같은 해 천문역도국은 도쿄로 옮겨져 성학국(星学局)으로 개칭되었다. 성학국에는 구 천문방 막신인 시부카와 요시노리도 임용되었다. 그해 말 츠치미카도 하레나가는 대학어용계에서 면직되고, 츠치미카도 음양사 가문의 역법에 관한 특권도 폐지되었다.